# E-NABLE
E-NABLE es una red  internacional dispersa  que crea y comparte diseños de dispositivos protésicos de ayuda de código abierto. Se la conoce por haber creado la primera mano protésica impresa en 3D y por compartir los diseños y el  código de extremidades bioeléctricas.

## Historia
En 2011, Ivan Owen creó una mano metálica funcional loca de juguete para un traje de estilo Steampunk. Después de publicar  un vídeo sobre la mano en Youtube,  fue contactado por el carpintero sudafricano Richard Van As, quién había perdido parte de sus dedos en un accidente de carpintería. Owen y Van As se pusieron a trabajar en prototipos de una mano  protésica, y al cabo de varios modelos Owen decidó incorporar la impresión 3D al proceso de diseño. Esto llevó a la creación de la primera mano mecánica impresa en 3D . El compartir el diseño de esta mano con una Licencia Abierta en enero de 2013 llevó a la creación de la comunidad. 
La comunidad e-NABLE  "empezó con alrededor de 100 personas, quienes simplemente ofrecían imprimir los ficheros que  ya existían".
En la actualidad, hay secciones (chapters) de la organización en muchos países, y cada una trabaja a su propia manera. Por ejemplo, una sección canadiense recicla residuos plásticos sobrantes para fabricar las prótesis. Una sección de Adén, Yemen, está produciendo manos protésicas para personas heridas en la guerra civil de Yemen.
La naturaleza de código abierto del proyecto está permitiendo a grupos diversos de todo el mundo crear prótesis para personas de sus propias comunidades. Un ingeniero colombiano llamado Chistian Silva ha creado brazos protésicos con temas de super héroes para niños.  En 2016,  el actor  Robert Downey Jr entregó un brazo con tema del Iron Man  creado por Albert Menero a un niño.
En diciembre de 2018 la comunidad internacional de e-nable llegó a los 10.000 miembros.

## Cómo  funciona
El sitio web E-nable  incluye una herramienta llamada el “Handomatic” que se usa para ajustar las manos protésicas a las medidas del recipiente de la prótesis. La herramienta entonces crea un diseño personalizado que puede ser  descargado. También se describen métodos para fabricar prótesis a la medida en el sitio web.

### Categorías de los diseños
- brazos y manos accionadas mediante el cuerpo[9]
- partes inferiores de piernas funcionales
- extremidades superiores mioeléctricas
- Exoesqueletos de  las extremidades superiores
- Herramientas
- Dispositivos para personas con visión disminuida[10]
- Dispositivos manipulables para enseñanza

## Comunidades
Hay unas 140 comunidades o secciones (o chapters) en el mundo en 2020. En el mundo hispanófono hay comunidades (chapters) en España, México, Honduras, Colombia, Ecuador. En el resto del mundo hay en muchos países de los cinco continentes.